# エミリー・ロナルズ
エミリー・ロナルズ（英語: Emily Ronalds、1795年9月25日 - 1889年12月10日）は、イギリスの社会改革者。彼女は先駆的な協同組合コミュニティを支援し、またイギリスの幼児学校（preschool）運動の形成期を通じて幼児教育の理論的かつ実践的な活動に深く関わっていた。

## 生涯と家族
彼女は、イギリス、イズリントンのキャノンベリー・プレイス11番地に、フランシス・ロナルズとジェーン・フィールドの娘として生まれた。両親はユニテリアンで、ロンドンのアッパー・テムズ・ストリートでチーズの卸売りを営む裕福な家庭だった。彼女の兄弟には発明家のサー・フランシス・ロナルズや、フライ・フィッシングのための昆虫学の古典を出版したアルフレッド・ロナルズがおり、エミリーは1849年にその昆虫学の本の第4版のために彩色図版を制作した。
その後、家族はハイベリー・テラス、ハマースミスのケルムスコット・ハウス、ブルームズベリーのクイーン・スクエア、クロイドン、チズウィック・レーンなどに居住した。
ロナルズは広範囲に旅行もした。1824年、社会改革者のリチャード・フラワーとロバート・オーウェンとともにアメリカへ渡り、イリノイ州アルビオンの郡都の設立に尽力した兄ヒュー(Hugh Ronalds)を訪ねた。また、甥のエドマンド・ロナルズに同行し、ドイツやスイスでもかなりの時間を過ごした。
1852年に母親が亡くなった後、ロナルズはサリー州レッドヒルのアールズウッド・コモンに住み、その後ブライトンのクリフトン・テラス27番地に住んだ。彼女の死に際して、姪のチャールズ・フラワー夫人は「彼女は非常に名誉ある名前を残した」と記録している。

## 協同組合コミュニティ
ロナルズは、社会主義協同組合コミュニティが、当時イギリスやその他の地域で蔓延していた貧困と苦しみを軽減する方法として有望であると信じていた。彼女はロバート・オーウェンやジェームズ・ピアポント・グリーブスが率いる協同組合計画を積極的に支援した。 
1825年に彼女は社会活動家フランシス・ライトとともにニューオーリンズを訪れ、友人のラファイエット侯爵に会い、奴隷制度を視察した。ロナルズは、奴隷を教育し、自由のために準備させることを目的としたライトの協同組合コミュニティ、ナショバコミュニティをテネシー州に設立するために300ポンドを寄付した。

## 幼児教育
ロナルズは1826年、姉のマリア（後のサミュエル・カーター夫人）と共にクロイドンの自宅近くに幼児学校(infant school)を設立した。彼女の最初の刺激となったのは、ロバート・オーウェンがニュー・ラナークの紡績工場で開いた学校「性格形成新学院」で、その中の相互の親切と愛情を重視した先駆的な幼児学校(infant school、1歳から6歳まで)だった。彼女はまた、教育者ヨハン・ハインリヒ・ペスタロッチの総合的な子ども中心の哲学にも影響を受けた。
彼女はロンドンに新しく設立された幼児学校協会に貢献し、そこではジェームズ・ピアポント・グリーブスが書記を務めていた。また、当時幼児学校の設立に尽力したユニテリアン派や社会主義者の大規模なサークルの親戚や仲間にも助言した。
さらに、教育改革に関心を持つ有力な女性たちと親しい友人関係を築いた。その中には慈善家のバイロン夫人や翻訳家のサラ・オースティンもいた。

1840年、彼女はドレスデンで、有名な教育者フリードリヒ・フレーベルの同僚だったアドルフ・フランケンベルクが最近開校した学校を訪問した。フレーベルは、子供の自然な発達を促す遊びの重要性を強調した新しい教育モデルに「幼稚園」(Kindergarten)という名前をつけたばかりだった。彼女はフレーベルと文通を始め、教育哲学を比較し、1841年にフレーベルと会い、バート・ブランケンブルクの幼稚園で過ごした。フレーベルは、ロナルズが彼のアプローチを研究した最初のイギリス人であり、彼女に彼の概念をイギリスで推進し「移植」(transplant)するよう勧めたと記録している。ロナルズの同僚、友人、親戚の広範なネットワークは、特に私立学校や中流家庭でのフレーベルの哲学のイギリスでの普及と受容を促進した。